# Кроль, Ефим Моисеевич
Ефим Моисеевич Кроль (1887—1940) — сотрудник органов охраны правопорядка, начальник Управления рабоче-крестьянской милиции по Казахской ССР, майор милиции (1936).

## Биография
Родился в еврейской семье служащих. Получил среднее техническое образование. Член РКП(б) с 1918, с того же года в органах государственной безопасности и охраны правопорядка. Являлся председателем минской губернской и членом коллегии Белорусской ЧК. В 1920-х начальник белорусской рабоче-крестьянской милиции и уголовного розыска БССР. С ноября 1935 до февраля (фактически освобождён от должности 8 марта) 1938 помощник народного комиссара внутренних дел Казахской ССР (С. Ф. Реденса, свояка И. В. Сталина) по милиции и соответственно начальник Управления РКМ по Казахской ССР. Зимой 1938 отозван в Москву как не справляющийся и передал дела назначенному заместителем народного комиссара внутренних дел Казахской ССР по милиции М. П. Шрейдеру. Уволен из органов 17 мая 1938 и вскоре арестован. В дальнейшем репрессирован по списку осуждаемых к ВМН от 16 января 1940. Осуждён ВКВС СССР 19 января 1940 к расстрелу, приговор был приведён в исполнение через 2 дня.

### Звания
- майор милиции, 11 июля 1936.[3][4]

### Награды
- Орден Трудового Красного Знамени БССР (12 ноября 1925);[5][6]
- Орден Красного Знамени (28 декабря 1927).